# Kościół św. Maksymiliana Kolbego w Pęperzynie
Kościół świętego Maksymiliana Kolbego w Pęperzynie – rzymskokatolicki kościół parafialny należący do parafii pod tym samym wezwaniem (dekanat Sępólno Krajeńskie diecezji bydgoskiej).
Jest to poewangelicka świątynia o skromnych cechach barokowych wzniesiona w 1778 roku, a później została gruntownie odnowiona w 1965 roku. Budowla jest murowana, wybudowana z cegły, salowa. Chór muzyczny z XVIII wieku jest drewniany, podparty dwoma słupami. Ściany zewnętrzne podzielone są uproszczonymi pilastrami. Szczyt południowy jest trójkątny i charakteryzuje się podziałami ramowymi. Od strony północnej nadbudowana jest kwadratowa wieżyczka konstrukcji szkieletowej. Budowlę nakrywa dach siodłowy, złożony z dachówki. Wieżyczka jest zwieńczona baniastym dachem hełmowym z latarnią podbitym blachą.